# Tuppgökar
Tuppgökar (Geococcyx) är ett fågelsläkte i ordningen gökfåglar och familjen gökar med två nu levande arter, större tuppgök (Geococcyx californianus) och mindre tuppgök (Geococcyx velox), som förekommer i sydvästra Nordamerika och i Centralamerika. Tuppgökar kallas på engelska ofta för "Roadrunner", och en tuppgök har ena huvudrollen i de tecknade filmerna om Gråben och hjulben.